# Fiete Bock
Fiete Bock (* 23. September 2007 in Rostock) ist ein deutscher Fußballspieler.

## Sportliche Laufbahn

### Jugend
Bock wuchs in Papendorf auf, wo er die Warnowschule besuchte. Bei Hansa Rostock begann er 2014 in der Jugendabteilung und folgend im Nachwuchsleistungszentrum mit dem Fußballspielen und durchlief bis 2025 alle Juniorenmannschaften des Vereins. In der Saison 2023/24 spielte er mit der A-Jugend-Mannschaft in der Bundesliga und im folgenden Jahr in der DFB-Nachwuchsliga.
In den Jahren 2022 und 2023 bestritt er insgesamt acht Spiele für die Auswahlmannschaften von Mecklenburg-Vorpommern im Länderpokal. Im Jahr 2024 gehörte er in drei Spielen dem DFB-U17-Perspektivteam von Trainer Christian Wörns an und erzielte vier Tore.

### Männer-Fußball
Zur Drittliga-Saison 2024/25 rückte er in die Profimannschaft des F.C. Hansa auf. Sein Spielerkollege und Mannschaftskapitän der Hansa-Profis Franz Pfanne bezeichnete den noch 17-jährigen Bock in einem Interview im Januar 2025 als krasses Juwel mit einem sehr hohen Spieltempo.
Sein Debüt in der 3. Liga gab er unter Trainer Daniel Brinkmann am 18. Januar 2025 beim 3:0-Auswärtssieg gegen den VfB Stuttgart II, als er in der 90. Minute für Ryan Naderi eingewechselt wurde. Mit seinen 17 Jahren, drei Monaten und 27 Tagen ist er bis dahin der jüngste Profi-Debütant in der Hansa-Geschichte und löste damit Thomas Dolls Ersteinsatz von 1983 ab. Im folgenden Februar erhielt Bock erstmals einen Profivertrag beim FCH, der die Spielzeit auf dem 5. Platz beendete und durch den Landespokalsieg für den DFB-Pokal qualifizierte.

## Erfolge
- Landespokalsieger Mecklenburg-Vorpommern: 2025